# Eugène-Claude Préaudeau de Chemilly
 (janvier 2023).
La mise en forme du texte ne suit pas les recommandations de Wikipédia : il faut le « wikifier ».
Les points d'amélioration suivants sont les cas les plus fréquents. Le détail des points à revoir est peut-être précisé sur la page de discussion.
- Les titres sont pré-formatés par le logiciel. Ils ne sont ni en capitales, ni en gras.
- Le texte ne doit pas être écrit en capitales (les noms de famille non plus), ni en gras, ni en italique, ni en « petit »…
- Le gras n'est utilisé que pour surligner le titre de l'article dans l'introduction, une seule fois.
- L'italique est rarement utilisé : mots en langue étrangère, titres d'œuvres, noms de bateaux, etc.
- Les citations ne sont pas en italique mais en corps de texte normal. Elles sont entourées par des guillemets français : « et ».
- Les listes à puces sont à éviter, des paragraphes rédigés étant largement préférés. Les tableaux sont à réserver à la présentation de données structurées (résultats, etc.).
- Les appels de note de bas de page (petits chiffres en exposant, introduits par l'outil «  Source ») sont à placer entre la fin de phrase et le point final[comme ça].
- Les liens internes (vers d'autres articles de Wikipédia) sont à choisir avec parcimonie. Créez des liens vers des articles approfondissant le sujet. Les termes génériques sans rapport avec le sujet sont à éviter, ainsi que les répétitions de liens vers un même terme.
- Les liens externes sont à placer uniquement dans une section « Liens externes », à la fin de l'article. Ces liens sont à choisir avec parcimonie suivant les règles définies. Si un lien sert de source à l'article, son insertion dans le texte est à faire par les notes de bas de page.
- La présentation des références doit suivre les conventions bibliographiques. Il est recommandé d'utiliser les modèles {{Ouvrage}}, {{Chapitre}}, {{Article}}, {{Lien web}} et/ou {{Bibliographie}}. Le mode d'édition visuel peut mettre en forme automatiquement les références.
- Insérer une infobox (cadre d'informations à droite) n'est pas obligatoire pour parachever la mise en page.

Pour une aide détaillée, merci de consulter Aide:Wikification.
Si vous pensez que ces points ont été résolus, vous pouvez retirer ce bandeau et améliorer la mise en forme d'un autre article.
Eugène-Claude Préaudeau dit Préaudeau de Chemilly ou Préaudeau-Chemilly est un trésorier des maréchaussées de France, agriculteur, investisseur industriel et artiste français de la deuxième partie du XVIIIe siècle, né en 1738 et mort en 1797.
Fils de Claude Préaudeau, originaire d’Auxerre et fixé à Paris, et de Jeanne-Marie  sœur du financier Étienne-Michel Bouret, issue de la dynastie des fermiers généraux du même nom, Eugène-Claude Préaudeau naît à Paris en 1738 dans une famille de la haute finance. Il s'intéresse assez tôt à l’art et collectionne les tableaux ; il développera plus tard des talents de dessinateur et de graveur. Il est reçu amateur honoraire à l' académie de Marseille en 1764. L’année suivante il achète un hôtel particulier à Paris ayant appartenu à la famille de Chemilly éteinte. Ce sera probablement l’origine de l’adjonction de « de Chemilly » à son patronyme.

## Carrière financière
Préaudeau de Chemilly reçoit en 1765 la charge de « Conseiller Trésorier général payeur ancien des Maréchaussées des vingt Généralités des pays d’élection, de la Généralité de Metz et de la province d’Alsace », charge qu’il exerce, à la suite de son beau-frère Gaillard de Beaumanoir, jusqu’à l’extinction du poste en 1778. En 1774, il reçoit du pouvoir royal la mission d’aller en Angleterre sous prétexte d'acheter des chevaux pour l'armée, en fait pour tenter de récupérer des libelles hostiles à Madame du Barry, maîtresse du roi Louis XV. Après lui, cette mission sera remplie avec succès par Beaumarchais. En 1778 et 1779, Eugène-Claude Préaudeau de Chemilly fait les frais des mauvaises affaires de son frère, trésorier de l'artillerie, qui avait pris la fuite en Angleterre : il passe quatre mois à la Bastille avant que son innocence ne soit reconnue.

## Un investisseur et agriculteur éclairé
En 1781, il achète le château de Bourneville (près de Marolles (Oise)) et s’y lance dans l’élevage (amélioration de la race ovine et bovine par l'importation de sujets étrangers) et l’agriculture raisonnée. En 1786, il est partie prenante dans les mines de Mouterhouse (ou Moderhausen) en Lorraine et cherche à en améliorer la rentabilité (il y aura même en 1793 un projet de « glacerie » qui n’aboutira pas),. La même année, il investit dans une société d’exploitation de la tourbe destinée à chauffer les foyers parisiens. Il connaît d'autant mieux son sujet qu'il possède près de l'Ourcq des terrains tourbeux qu'il réussit à mettre en valeur.

## Un réformateur acquis aux idées des Lumières
Lors de la convocation des États-généraux, Eugène Claude figure parmi les comparants de la noblesse du bailliage de Villers-Cotterêts en 1789, portant le titre d’écuyer, en raison de ses propriétés. Il traverse la Révolution sans encombre, acquis aux idées nouvelles, laissant tomber sa particule nobiliaire et troquant sa qualité de propriétaire pour celle de cultivateur/éleveur,. Il est même un temps membre de l’assemblée générale puis administrateur du département de l’Oise. Il publie plusieurs mémoires d’agriculture appliquée.
En 1796, il est membre associé non résident de l’Institut/ section économie rurale et art vétérinaire.
Eugène-Claude Préaudeau épouse en 1797 Alexandrine Louise Pierrette Mullon de Saint-Preux (1775-1864) qui deviendra la baronne François-Auguste Fauveau de Frénilly après la mort accidentelle de son premier époux, noyé dans la rivière le Grand Morin, juste après leur mariage. Eugène-Claude Préaudeau ne laisse pas de postérité. Frénilly reprend Bourneville et continuera l'œuvre de son prédécesseur.

## Les œuvres
Eugène Claude Préaudeau de Chemilly a écrit :
- Eugène Préaudeau, Examen des causes de la disette des bestiaux et des moyens de nous en rédimer, Paris, Debray, 1794, An II de la République.

- Un ‘Mémoire d’Eugène Préaudeau-Chemilly, administrateur du département de l’Oise, sur la culture des terres, considérée dans ses rapports avec la rareté des laines' (Senlis, An II de la République)[6],

- Un article intitulé : ‘Des haies, considérées comme clôture ; de leurs avantages et des moyens de les obtenir’ dans le Journal d'Agriculture et de Prospérité publique publié par les membres du comité central du ministère de l'intérieur ; Imprimerie nationale, Paris, n°2 (mai 1793)[12].

- Un mémoire manuscrit conservé aux archives nationales intitulé : ‘Mémoire sur un terrain tourbeux et mobile devenu compacte et solide par l’effet d’alluvions qui lui étoient étrangères et que l’art y a amenées[13].

Eugène Claude Préaudeau de Chemilly a illustré
- L’Iliade d’Homère, traduite en vers avec des remarques et un discours sur Homère. Nouvelle édition augmentée d’un Examen de la Philosophie d’Homère. Par M. de Rochefort, de l’académie des Inscriptions et Belles Lettres ; 3 tomes en 2 volumes illustrés d’un frontispice de Préaudeau de Chemilly gravé par A. de St. Aubin. Paris Chez Saillant de Nyon, libraires, rue St Jean de Beauvais. 1766-70 puis 1772 et visible au musée Charles VII de Mehun sur Yèvre [14],[15].

## Amitiés connues
Eugène Claude Préaudeau de Chemilly fut ami de Philippe-Frédéric de Dietrich et de Claude-Nicolas Ledoux (qui construisit la laiterie du château de Bourneville dans le style maçonnique), des graveurs Augustin de Saint Aubin et Pierre-Jean Mariette,.

## Note
Son nom a été repris comme pseudonyme par un lointain neveu Louis de Préaudeau, fils d'Albert de Préaudeau, qui fut l'auteur sous l’appellation "L. de Chemilly" ou de "Chemilly", de plusieurs ouvrages pour enfants.